# Chócue (distrito)

Localização do distrito de Chócue em Moçambique

O distrito de Chócue ou Chókwè está situado na província de Gaza, em Moçambique. A sua sede é a cidade do Chócue. Tem limites geográficos, a norte com o distrito de Mabalane, a norte e nordeste com o distrito de Guijá, a leste com o distrito do Chibuto, a sul com os distritos de Limpopo e  Bilene e a oeste é limitado pelo distrito de Magude da província de Maputo.
O distrito de Chócue tem uma superfície de 1 864 km² e uma população recenseada em 2007 de 186 597 habitantes, tendo como resultado uma densidade populacional de 100,1 habitantes/km², e correspondendo a um aumento de 59,5% em relação aos 116 986 habitantes registados no censo de 1997.

## Divisão Administrativa
O distrito está dividido em quatro postos administrativos: (Chócue, Lionde, Macarretane e Xilembene) compostos pelas seguintes localidades:
- Posto Administrativo de Chócue:
  - Cidade do Chócue
- Posto Administrativo de Lionde:
  - Conhane
  - Lionde
  - Malau
- Posto Administrativo de Macarretane:
  - Macarretane
  - Matuba
  - Maxinhol
- Posto Administrativo de Xilembene:
  - Vila de Xilembene
  - Chiduachine
  - Xilembene

De notar que em 1998 a cidade do Chócue, até então uma divisão administrativa a nível de posto administrativo, foi elevada à categoria de município.